# SEAT 133
SEAT (Fiat) 133 — автомобіль особливо малого класу (mini) із заднім розташуванням двигуна, розроблений компанією SEAT, що вироблявся в Іспанії з 1974 по 1979 рік.
Автомобіль отримав шасі і силовий агрегат від задньомоторного SEAT 850 зразка 1964 року і новий кузов, що сильно нагадує передньопривідний Fiat 127 зразка 1971 року. Таким чином, поєднувалися все ще популярна в гірській країні задньомоторна схема з помітно просторішим і безпечним кузовом, ніж у італійської заднемоторної моделі Fiat 126 зразка 1972 року.
Автомобіль був представлений на автосалоні в Барселоні в травні 1974 року. Примітно, що спочатку ступінь стиснення в двигуні становила всього 8:1, що дозволяло автомобілю працювати на бензині з октановим числом 85. Це було цілком нормально по іспанським стандартам того часу, в той час як в інших західноєвропейських країнах бензин виготовлявся з помітно більшим октановим числом.
Модель SEAT 133 прийшла на заміну відразу двом моделям: SEAT 850 і SEAT 600, причому, останніх до 1974 року було вироблено близько 800 000.
У перші місяці SEAT 133 продавався тільки в Іспанії, причому, продажі були не надто успішними через перегрів двигуна. Проте, автомобіль завоював велику популярність в Єгипті, де на потужностях фірми El Nasr було розгорнуто складальне виробництво. З осені 1974 року почався експорт SEAT 133 в ФРН, де модель користувалася певним попитом у консервативних прихильників задньомоторного компонування. Тут модель продавалася як Fiat 133 і розташувалася в лінійці між моделями 126 і 127. Експорт в Англію почався влітку 1975 року. На ринках за межами Іспанії, де марка SEAT була невідома і була відсутня її фірмова дилерська мережа, автомобіль продавали як Fiat 133 через дилерську мережу Fiat.
В Іспанії було вироблено близько 200 000 одиниць SEAT 133, ще 15 821 одиниць Fiat 133 і рестайлінгового Fiat 133B (1980 року) були випущені компанією Fiat-Sevel на заводі Cordoba в Аргентині з 1977 по 1982 рік.